# Таккыль-Няркыльчор
Таккыль-Няркыльчор (устар. Тюккай-Няркыль-Чор) — река в России, протекает по территории Ямало-Ненецкого автономного округа, Красноярского края[уточнить]. Устье реки находится в 13 км по левому берегу реки Няркыльчор. Длина реки составляет 31 км.

## Данные водного реестра
По данным государственного водного реестра России относится к Нижнеобскому бассейновому округу, водохозяйственный участок реки — Таз. Речной бассейн реки — Таз.
Код объекта в государственном водном реестре — 15050000112115300065062.